# Vincenzo Tanassi
Vincenzo Tanassi (Roma, 28 settembre 1970) è un attore italiano, noto soprattutto per il ruolo del Secco, nella serie televisiva prodotta da Sky Cinema, Romanzo criminale - La serie.

## Biografia
Nel 2009 ha partecipato, nel ruolo del Tenente Mostovoi, alla serie televisiva di produzione anglo-giapponese Cloud Upon a Slope, con Ken Watanabe. Nel 2021 appare nel film di successo House of Gucci in cui interpreta il ruolo del killer di Maurizio Gucci.

## Filmografia parziale

### Cinema
- Cecilia, regia di Antonio Morabito - cortometraggio (1999)
- Oggi sposi, regia di Luca Lucini (2009)
- Il venditore di medicine(2014)
- Inferno, regia di Ron Howard (2016)
- Rimetti a noi i nostri debiti (2018)
- House of Gucci (2021)

### Televisione
- Casa famiglia
- Raccontami
- Distretto di Polizia 2, episodio 2x16 (2001)
- La squadra
- Distretto di Polizia 7, episodio 7x17 (2007)
- R.I.S. Roma - Delitti imperfetti, 3 episodi (2010)
- Romanzo criminale - La serie (2010)
- I Medici  (2018)
- Signora Volpe - serie TV, episodio 1x03 (2022)

## Teatro
- Lo zoo di vetro, di Tennessee Williams
- Il racconto d'inverno di William Shakespeare
- Quei figuri di tanti anni fa di Eduardo De Filippo
- Party Time di Harold Pinter